# Viktal
Viktal (eller vikningstal ) är ett mått över hur många dubbelvikningar som krävs för att ett pappersprov ska brista. Viktal definieras i ISO 5626:1993 som antilogaritmen av den genomsnittliga vikstyrkan:
{\displaystyle v={\text{antilog}}_{10}{\frac {\textstyle \sum _{i=1}^{n}V_{i}}{n}}=10^{\frac {\textstyle \sum _{i=1}^{n}V_{i}}{n}}}
där v är viktalet, Vi är vikstyrkan för varje enskild pappersremsa och n är det totala antalet testade pappersremsor.
I introduktionen i ISO 5626:1993 poängteras att standardens definition av viktal inte är synonymt med det genomsnittliga antalet dubbelvikningar som pappersproverna klarar. Om avrundning av vikstyrkan inte nyttjas blir dessa definitioner i praktiken emellertid likvärdiga.
I SIS:s Pappersordlista från 1992 definieras dock viktal endast som "antal dubbelvikningar som fordras för att brott skall inträffa i en provremsa under vissa betingelser", d.v.s. inte som antilogaritmen av medelvärdet.